# نواب (لقب)

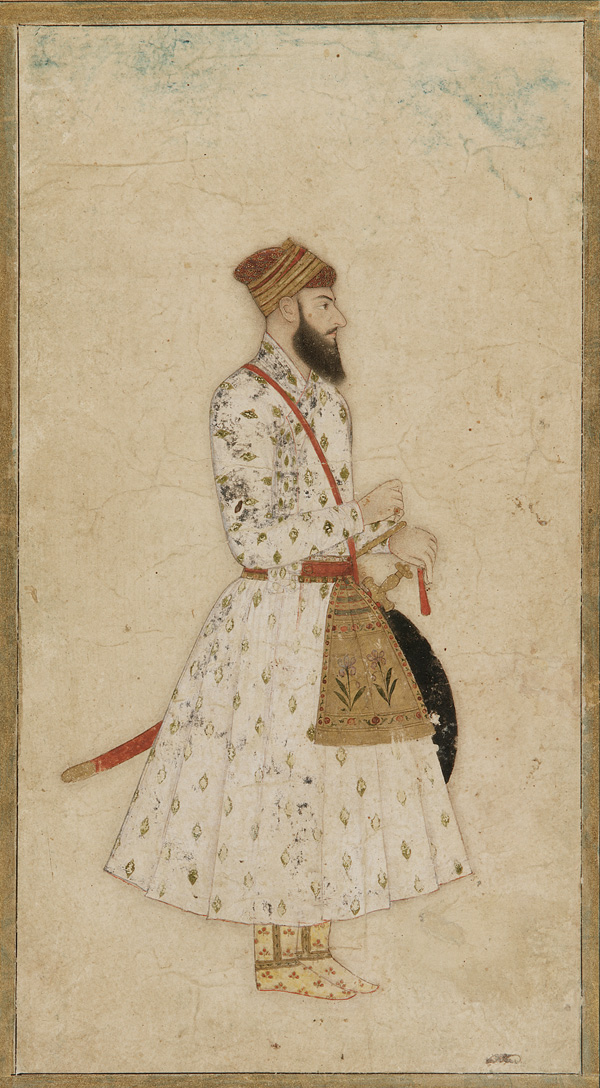
تمثال یک نواب

نواب یک عنوان شاهانه در شبه قاره هند بوده‌است. در زمان‌های دور، این عنوان توسط خاقان مغول به حاکمان نیمه خودمختار مسلمان بخش‌های فرعی یا ایالت‌های شاهزاده در شبه قاره هند وفادار به خاقان مغول، برای مثال نواب‌های بنگال تأیید و اعطا می‌شد. هر چند نواب جمع مکسر نائب است، اما در هندوستان اسم مفرد قلمداد می‌شود.
«نواب» در لغت به معنای نایب السلطنه است و اسم مذکر است و معادل مؤنث آن «بیگم» یا «نواب بیگم» است. وظیفه اصلی یک نواب حفظ حاکمیت امپراتور مغول همراه با اداره یک استان خاص بود.
عنوان «نوابی» همچنین به عنوان یک تمایز شخصی توسط قدرت برتر، شبیه به همتایان بریتانیایی، به افراد و خانواده‌هایی که برای خدمات مختلف به دولت هند بر یک ایالت شاهزاده حکومت می‌کردند، اعطا می‌شد. در برخی موارد، این عناوین با کمک‌های مالی جاگیر، اعم از درآمدهای نقدی و کمک هزینه یا مالکیت زمین همراه بود. در دوران راج بریتانیا، به برخی از رؤسای یا سردارهای قبایل بزرگ یا مهم، علاوه بر عناوین سنتی که قبلاً به واسطه زمامداری داشتند، این عنوان داده شد.
واژه «زمیندار» در اصل برای سوبادار (والی) یا نایب السلطنه یک سوبا (استان) یا مناطق امپراطوری مغول به کار می‌رفته‌است.

### انشاءها به انگلیسی
'Nawaab, Navaab, Navab, Nowab, Nabob, Nawaabshah, Nawabshah or Nobab